# Mur des je t'aime
Le Mur des je t'aime est une œuvre murale composée de carreaux émaillés reproduisant l'expression « je t'aime » dans 250 langues et qui occupe un mur du square Jehan-Rictus situé place des Abbesses à Montmartre dans le 18e arrondissement de Paris. Elle a été réalisée par Frédéric Baron, Claire Kito et Daniel Boulogne, et inaugurée en 2000.

## Description
L'œuvre occupe environ 40 m2 et est composée de 612 carreaux de lave émaillée reproduisant 311 « je t'aime » en 250 langues.
Le mur est accessible tous les jours aux horaires d'ouverture du square.
Au-dessus de l'œuvre se trouve un collage de street art réalisé par Rue meurt d'art, représentant Rita Hayworth dans le rôle de Gilda, en robe fourreau et gants du soir, puis après restauration, Ava Gardner, avec une bulle contenant le texte « aimer c'est du désordre... alors aimons ! ».

## Histoire
Frédéric Baron, artiste multicarte, demande tout d'abord à son frère, et plus tard à des voisins, des amis et des passants d'écrire ces mots d'amour dans leur langue et recueille de cette manière des « je t'aime » dans plus de 250 idiomes et dialectes du monde entier. 
Courant 1997, il se rapproche de Claire Kito, peintre et calligraphe, responsable d'un atelier de calligraphie chinoise, et lui propose de participer au projet d'œuvre murale. Ensemble, ils prospectent tout d'abord en région parisienne, puis à Paris intra muros, afin de trouver l'emplacement idéal. Au fil de ce projet destiné in fine à être réalisé sur plaques émaillées, Claire Kito assemble les différentes graphies.
Daniel Boulogne, quant à lui, spécialiste des murs peints, constructeur d'art et auteur de plusieurs ouvrages sur le sujet parus aux éditions Gallimard, prend part au projet en 1998 et mène à bien la construction de l'œuvre, inaugurée à l'automne 2000.
Le Mur des je t'aime est apparu en 2021 dans la série télévisée Emily in Paris, ce qui a accru sa popularité. Il a également bénéficié d'un report d'attention après le retrait en 2015 par la Mairie de Paris des cadenas d'amour du pont des Arts,. Il est visité en 2023 par un million de touristes par an, selon son créateur Frédéric Baron, et est cité par plusieurs classements de lieux les plus « instagrammables » de la capitale,,.
Une reproduction du mur est inaugurée à Suzhou, en Chine, en octobre 2022,.
L'original parisien est restauré au printemps 2024, à l'approche des Jeux olympiques à Paris, pour effacer les prénoms que les couples de visiteurs y avaient inscrits.

## Symbolique
La symbolique du mur est un choix personnel de l'artiste. Le mur est le plus souvent un symbole de la division et de la séparation et Frédéric Baron a souhaité ici qu'un mur puisse être aussi un support au plus beau des sentiments humains.
Les éclats de couleur rouge qui parsèment la fresque représentent quant à eux les morceaux d'un cœur brisé qui, si on les rassemble, forment un cœur parfaitement composé.

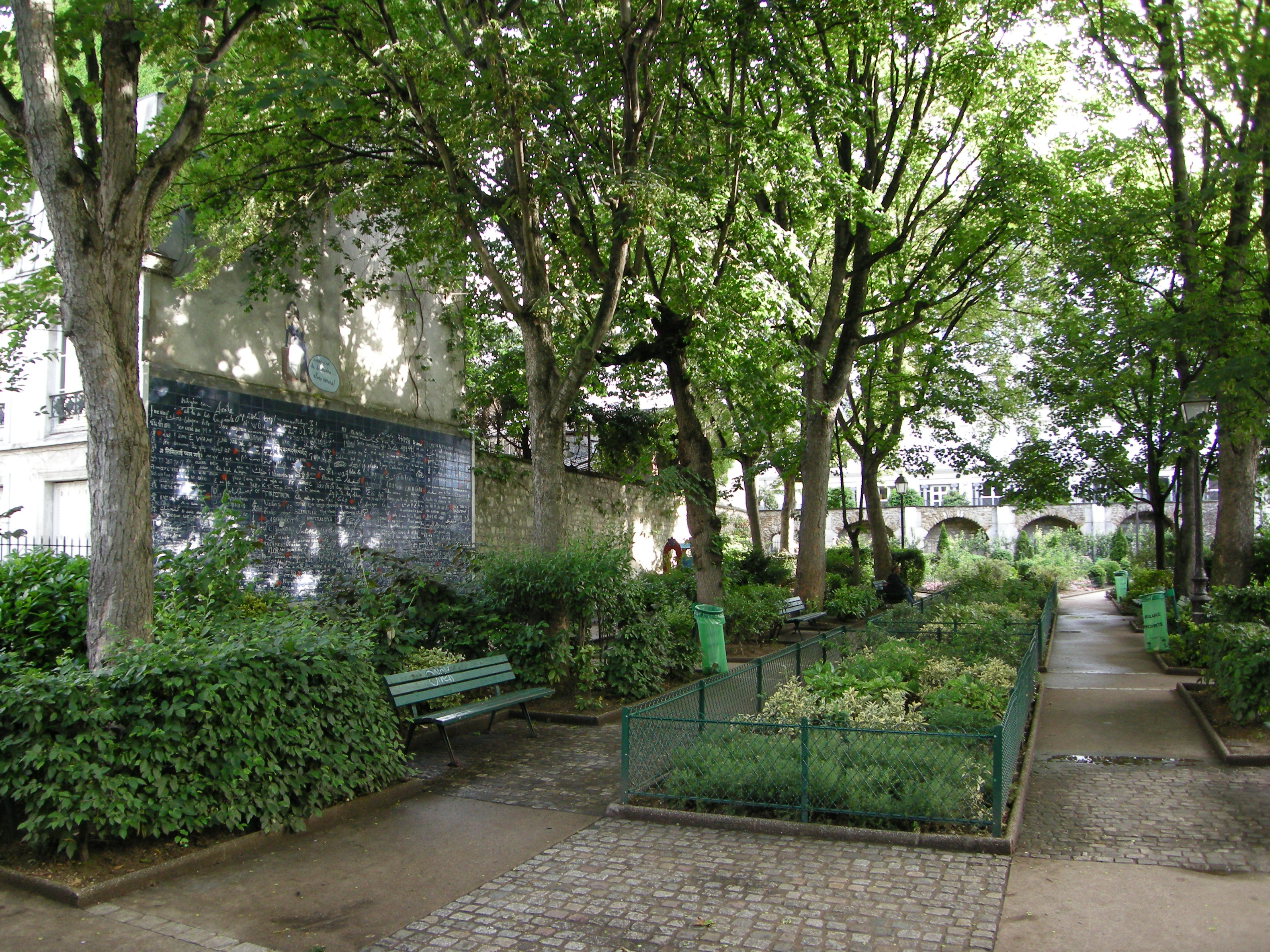
Le square Jehan-Rictus où est situé le mur.
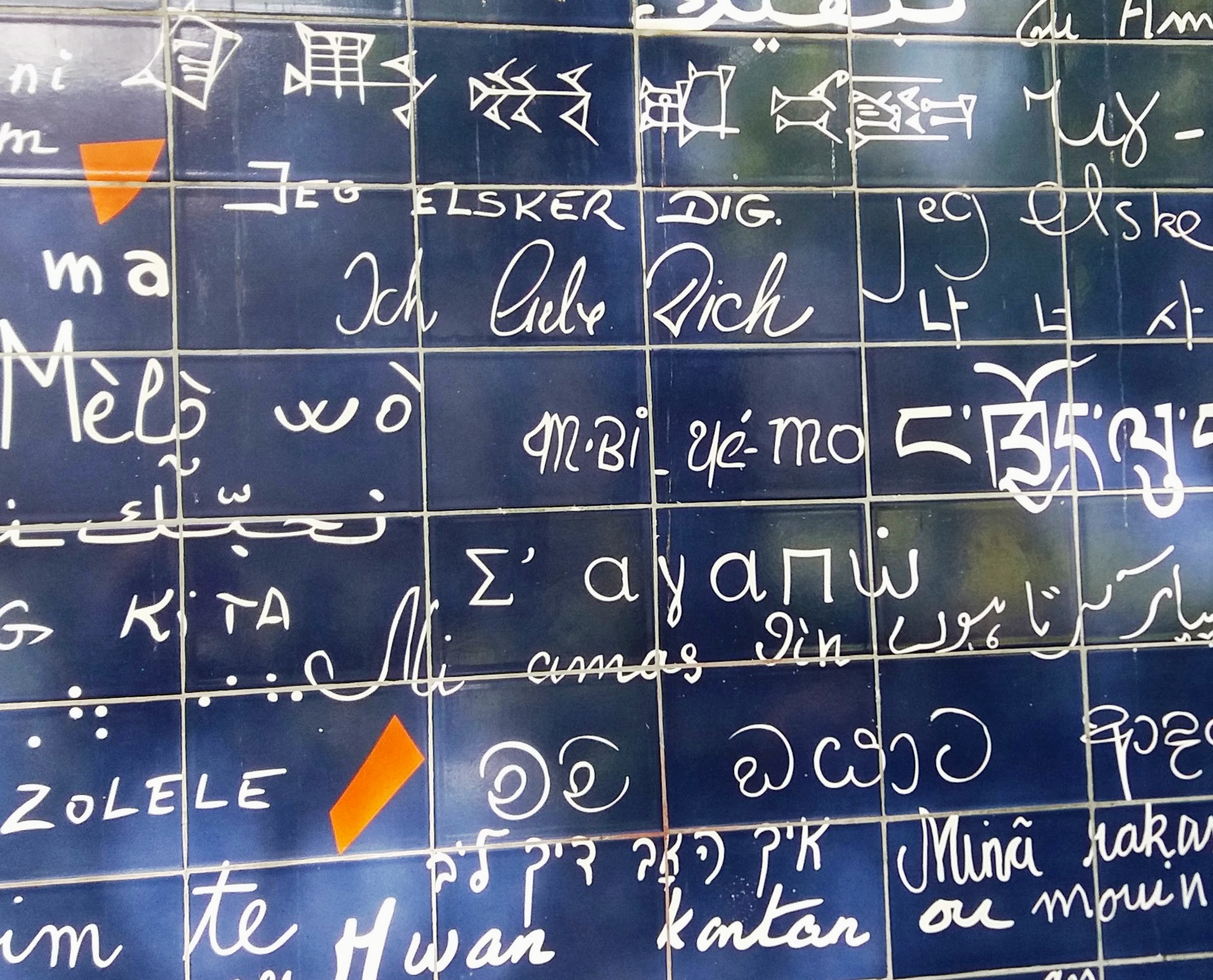
Détail de quelques inscriptions.
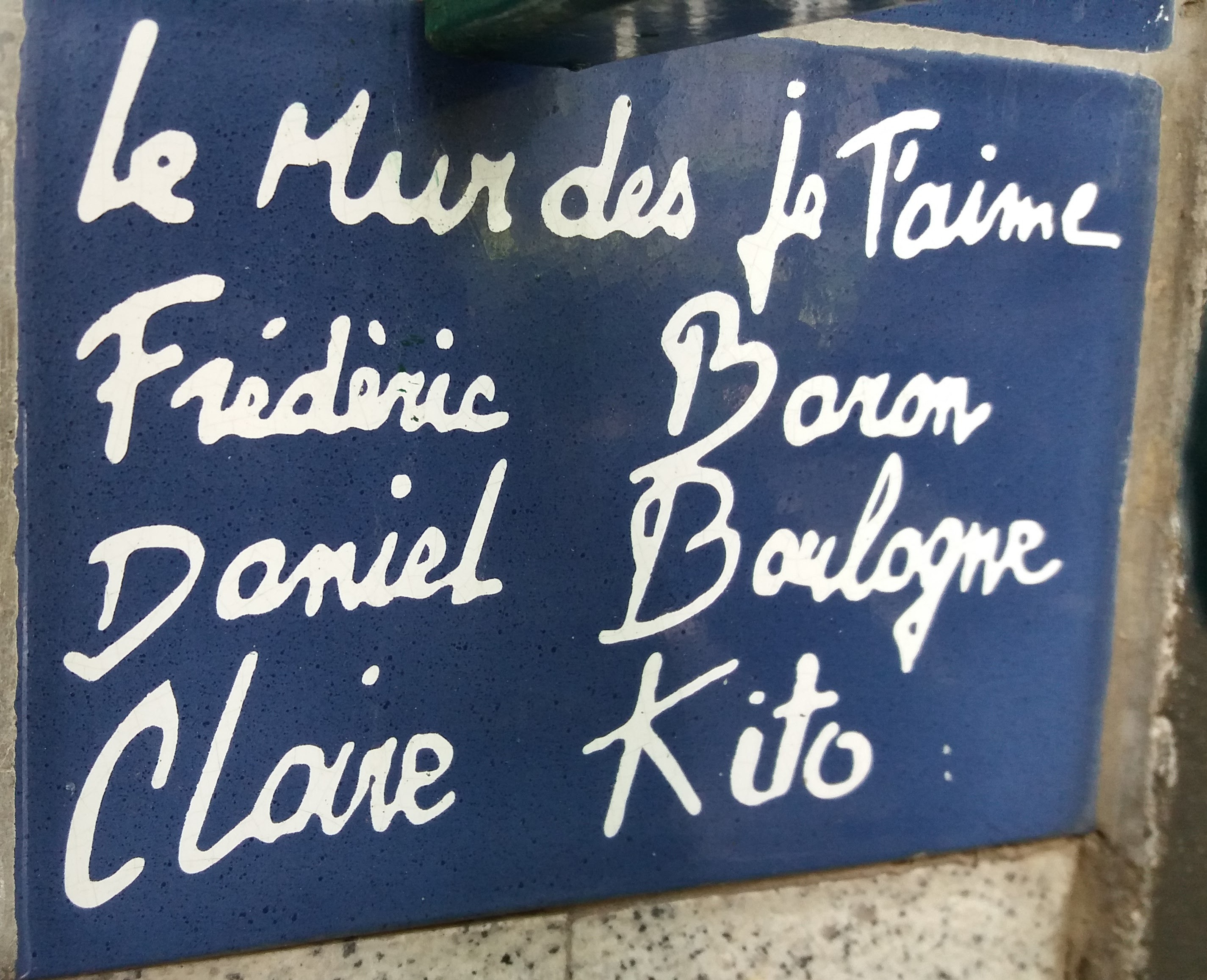
Les créateurs du mur.
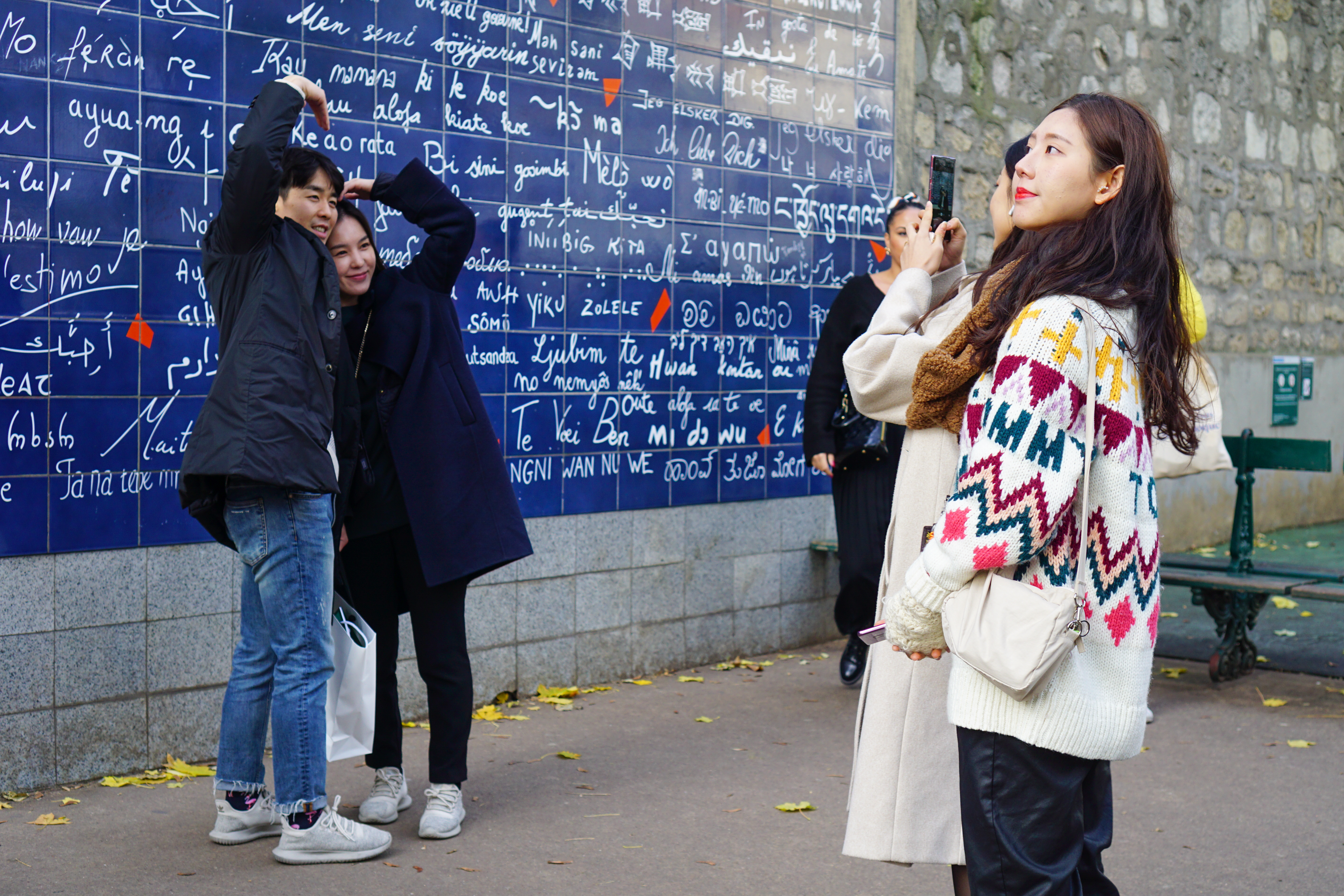
Touristes se prenant en photo devant le mur, formant un cœur avec les bras.

## Liste des langues
Parmi les langues représentées sur le Mur des je t'aime se trouvent les suivantes,,, :
- acholi
- afrikaans
- albanais
- allemand
- amharique
- anglais
- arabe littéraire
- arménien oriental / occidental
- aymara
- azéri
- bambara
- bamiléké
- baoulé
- bemba
- bengali
- bichelamar
- biélorusse
- birman
- bulgare
- catalan
- cebuano
- comorien
- copte
- coréen
- corse
- créole guadeloupéen / martiniquais
- créole guyanais
- créole haïtien
- créole mauricien
- créole réunionnais
- créole seychellois
- danois
- dzongkha
- égyptien ancien en hiéroglyphes et en démotique
- enga
- espagnol
- espéranto
- estonien
- finnois
- flamand de la région d'Alost
- français
- futunien
- gaélique
- gallois
- géorgien
- guarani
- guéré
- gujarati
- grec
- haoussa
- hébreu
- hindi
- hongrois
- indonésien
- inuktitut
- islandais
- italien
- japonais
- javanais
- kannada
- kazakh
- khmer
- kikongo
- kinyarwanda
- kirghize
- komering
- kurde
- langue des signes française
- lao
- lari
- letton
- lingala
- lituanien
- malayalam
- malgache
- mandarin
- maori
- nahuatl
- navajo
- néerlandais
- népalais
- nubien
- nynorsk
- occitan
- ourdou
- pachto
- persan
- polonais
- portugais
- romanche
- roumain
- russe
- samo
- serbo-croate
- singhalais
- slovaque
- slovène
- somali
- soninké
- suédois
- swahili
- tahitien
- tamoul
- tchèque
- thaï
- tibétain
- tigrigna
- tongien
- turc
- ukrainien
- vietnamien
- wolof
- xârâcùù
- yiddish
- yoruba
- zoulou

Le français y est également écrit en braille.